# Kurt Schweiger
Kurt Schweiger (nascido em 12 de fevereiro de 1934) é um ex-ciclista austríaco de ciclismo de estrada. Schweiger competiu nos Jogos Olímpicos de Verão de 1960 em Roma. Embora ele não tenha conseguido completar a corrida de contrarrelógio individual, fez parte da equipe de ciclismo austríaca que terminou na décima terceira posição nos 100 km contrarrelógio por equipes.